# Rhinella crucifer
Espèce
Synonymes
- Bufo crucifer Wied-Neuwied, 1821
- Bufo cinctus Schinz, 1822
- Bufo stellatus Spix, 1824
- Bufo semilineatus Spix, 1824
- Bufo melanotis Duméril & Bibron, 1841

Statut de conservation UICN

 LC  : Préoccupation mineure
Rhinella crucifer est une espèce d'amphibiens de la famille des Bufonidae.

## Répartition
Cette espèce est endémique du Brésil. Elle se rencontre dans l'Espírito Santo, l'Est du Minas Gerais, l'Est de l'État de Bahia, le Sergipe, l'Alagoas, le Pernambouc, le Paraíba, le Rio Grande do Norte et le Ceará, du niveau de la mer à 900 m d'altitude dans la forêt atlantique.

## Description
Les mâles mesurent de 56,2 à 103,9 mm et les femelles de 77,9 à 114,4 mm.

## Taxinomie
Le résultat de l'hybridation entre Rhinella ornata et Rhinella crucifer est Rhinella pombali.

## Publication originale
- Wied-Neuwied, 1821 : Reise nach Brasilien in den Jahren 1815 bis 1817. Frankfurt am Main.